# Robyn Nevin
Robyn Anne Nevin (Melbourne, 25 de septiembre de 1942) es una actriz y directora australiana conocida por sus participaciones en cine y teatro.

## Biografía
Es hija de William George Nevin y Josephine Pauline Casey.
Se entrenó en la prestigiosa escuela australiana National Institute of Dramatic Art (NIDA) de donde se graduó en 1959.
El 8 de junio de 1981 fue galardonada como Miembro de la Orden de Australia por sus servicios en las artes escénicas.
En 1999 se le fue otorgado un doctorado de la Universidad de Tasmania.
Tiene una hija la actriz Emily Russell de una relación anterior.
En 1974 se casó con el dramaturgo australiano Jim McNeil, sin embargo la pareja se divorció menos de dos años después.
Robyn sale con el actor estadounidense Nicholas Hammond, a quien conoció en la puesta en escena "Woman in Mind" en 1987.

## Carrera
En 1982 apareció como invitada en la serie Spring & Fall donde interpretó a Anne, anteriormente había aparecido por primera vez en la serie en 1980 donde dio vida a Mary durante el episodio "The Last Card".
En 1988 apareció en la película Emerald City donde interpretó a Kate Rogers, una editora de libros.
En 1996 se convirtió en la directora artística de la compañía de teatro de Queensland hasta 1999 después de que asumiera el cargo de Directora Artística de la Compañía de Teatro de Sídney hasta el 2007.
En el 2003 apareció en las películas The Matrix Reloaded y en The Matrix Revolutions donde interpretó a la consejera Dillard, una de los primeros miembros del Consejo de Zión durante y después de la sexta resistencia matrix. En el 2004 Robyn dio el "Australia Day Address".
En el 2013 se unió al elenco de la serie Upper Middle Bogan donde interpretara a la elegante Margaret Denyar, la madre adoptiva de la doctora Bess Denyar (Annie Maynard).

## Filmografía

### Series de Televisión
| Año               | Título                           | Personaje        | Notas                                |
| ----------------- | -------------------------------- | ---------------- | ------------------------------------ |
| 2018 - presente   | Back in Very Small Business      | -                |                                      |
| 2013 - 2016       | Upper Middle Bogan               | Margaret Denyar  | 24 episodios                         |
| 2016              | Cleverman                        | Jane O'Grady     | episodio "Containment "              |
| 2014              | Rake                             | Asesora Bancaria | 2 episodios                          |
| 2013              | Top of the Lake                  | Jude Griffin     | 4 episodios                          |
| 1995 - 1996, 1999 | Halifax f.p.                     | Angela Halifax   | 3 episodios                          |
| 1993              | Seven Deadly Sins                | Sloth            | miniserie                            |
| 1985              | Hanlon                           | Minnie Dean      | episodio "In Defence of Minnie Dean" |
| 1983              | The Dismissal                    | Lady Kerr        | miniserie                            |
| 1982              | Spring & Fall                    | Anne             | episodio "Perfect Company"           |
| 1980              | Water Under the Bridge           | Shasta           | 8 episodios                          |
| 1978              | Father, Dear Father in Australia | Mrs. Webster     | episodio "Novel Exercise"            |
| 1975              | Ben Hall                         | -                | -                                    |
| 1974              | Ryan                             | Susan Davis      | episodio "Negative Proof"            |
| 1974              | Matlock Police                   | Sue Palmer       | episodio "Dancing Class"             |
| 1973              | Our Man in the Company           | Miss Healy       | episodio "Let Women Go Free"         |
| 1967              | Bellbird                         | -                | -                                    |
| 1962              | Consider Your Verdict            | Judith Harper    | episodio "Queen Versus Glandon"      |

### Películas
| Año  | Título                               | Personaje         | Notas                                                                                                 |
| ---- | ------------------------------------ | ----------------- | --- |
| 2024 | Sting                                | Gunter            | junto a Ryan Corr, Alyla Browne, Penelope Mitchell                                                    |
| 2020 | Relic                                | Edna              | junto a Emily Mortimer, Bella Heathcote                                                               |
| 2016 | Gods of Egypt                        | -                 | junto a Gerard Butler, Nikolaj Coster-Waldau, Geoffrey Rush, Rufus Sewell, Bruce Spence & Bryan Brown |
| 2015 | Stories I Want to Tell You in Person | Anna              | junto a Johnny Carr, Christopher Brown, Ronny Chieng, Mark Dickinson y Lally Katz                     |
| 2014 | The Broken Shore                     | Cecily Addison    | junto a Damon Herriman, Claudia Karvan Catherine McClements, Erik Thomson y Anthony Hayes             |
| 2013 | The Turning                          | -                 | junto a Rose Byrne, Cate Blanchett, Hugo Weaving, Miranda Otto, Richard Roxburgh & Callan Mulvey      |
| 2011 | The Eye of the Storm                 | Lal               | junto a Charlotte Rampling, Geoffrey Rush, Judy Davis & Alexandra Schepisi                            |
| 2003 | The Matrix Revolutions               | Consejera Dillard | junto a Keanu Reeves, Laurence Fishburne, Carrie-Anne Moss, Hugo Weaving & Monica Bellucci            |
| 2003 | Bad Eggs                             | Eleanor Poulgrain | junto a Bill Hunter, Marshall Napier, Steven Vidler, Nicholas Bell & Shaun Micallef                   |
| 2003 | The Matrix Reloaded                  | Consejera Dillard | junto a Keanu Reeves, Laurence Fishburne, Carrie-Anne Moss, Hugo Weaving & Monica Bellucci            |
| 1997 | The Castle                           | Jueza Federal     | junto a Anne Tenney, Stephen Curry, Sophie Lee, Eric Bana & Michael Caton                             |
| 1995 | Angel Baby                           | Doctor Norbeg     | junto a John Lynch, Jacqueline McKenzie, Colin Friels & Deborra-Lee Furness                           |
| 1994 | Resistance                           | Wiley             | junto a Lorna Lesley, Jennifer Claire, Bob Noble & Allan Penney                                       |
| 1994 | Lucky Break                          | Anne-Marie LePine | junto a Gia Carides, Anthony LaPaglia, Rebecca Gibney, Marshall Napier & Jacek Koman                  |
| 1992 | Greenkeeping                         | Madre             | junto a Lisa Hensley, Max Cullen, Jan Adele & Gia Carides                                             |
| 1990 | Shadows of the Heart                 | Mrs. Hanlon       | junto a Josephine Byrnes, Jerome Ehlers, Marcus Graham, Jason Donovan, Michael Caton & Barry Otto     |
| 1990 | The Ham Funeral                      | Mrs. Goosgog      | junto a Tyler Coppin, Max Cullen, Maggie Kirkpatrick & Kerry Walker                                   |
| 1988 | Emerald City                         | Kate Rogers       | junto a Nicole Kidman, Nicholas Hammond & Chris Haywood                                               |
| 1984 | The Coolangatta Gold                 | Robyn Lukas       | junto a Nick Tate, Colin Friels, Josephine Smulders & Melissa Jaffer                                  |
| 1984 | Conferenceville                      | -                 | junto a John Gaden, Kevin Miles & Ray Barrett                                                         |
| 1983 | Careful, He Might Hear You           | Tía Lila          | junto a Wendy Hughes, Nicholas Gledhill, John Hargreaves & Geraldine Turner                           |
| 1983 | Goodbye Paradise                     | Kate              | junto a Ray Barrett, Kate Fitzpatrick, Peter Lawless & Kris McQuade                                   |
| 1982 | Fighting Back                        | Mary              | junto a Lewis Fitz-Gerald, Paul Smith, Kris McQuade & Caroline Gillmer                                |
| 1980 | A Toast to Melba                     | Nellie Melba      | junto a Michael Aitkens, Henri Szeps & Anna Volska                                                    |
| 1978 | The Chant of Jimmie Blacksmith       | Mrs. McCready     | junto a Tommy Lewis, Ray Barrett, Jack Thompson, Angela Punch McGregor, Peter Carroll & Ray Meagher   |
| 1978 | The Irishman                         | Jenny Doolan      | junto a Michael Craig, Simon Burke, Gerard Kennedy, Tony Barry & Bryan Brown                          |
| 1978 | Temperament Unsuited                 | Anne              | junto a Steve J. Spears, Deborah Kennedy & Victoria Nicholls                                          |
| 1976 | The Fourth Wish                      | Connie            | junto a John Meillon, Michael Craigm Anne Haddy, Ron Haddrick & Cul Cullen                            |
| 1976 | Caddie                               | Black Eye         | junto a Jack Thompson, Jacki Weaver, Melissa Jaffer, Drew Forsythe, Lynette Curran & John Ewart       |
| 1976 | God Knows Why, But It Works          | -                 | junto a Peter Cummins, Martin Harris, Phillip Noyce & Henri Szeps                                     |
| 1973 | Libido                               | Hermana Caroline  | junto a Arthur Dignam & Vivean Gray                                                                   |
| 1973 | The Taming of the Shrew              | Camarera          | junto a John Bell, Ron Haddrick, John Wood, Drew Forsythe & Melissa Jaffer                            |
| 1973 | President Wilson in Paris            | Mrs. Wilson       | junto a Tim Elliott & Dennis Miller                                                                   |

### Videojuegos
| Año  | Título                  | Personaje         | Notas                           |
| ---- | ----------------------- | ----------------- | ------------------------------- |
| 2005 | The Matrix: Path of Neo | Consejera Dillard | prestó su voz para el personaje |
| 2003 | Enter the Matrix        | Consejera Dillard | prestó su voz para el personaje |

### Directora
| Año         | Título                         | Notas                |
| ----------- | ------------------------------ | -------------------- |
| 2011        | Don Parties On                 | obra - directora     |
| 2006        | Mother Courage                 | obra - directora     |
| 2005        | Boy Gets Girl                  | obra - directora     |
| 1997, 2005  | Summer Rain                    | obra - directora     |
| 2004, 2006  | Hedda Gabler                   | obra - directora     |
| 2004        | Harbour                        | obra - directora     |
| 2003        | The Real Thing                 | obra - directora     |
| 2003        | Major Barbara                  | obra - directora     |
| 2002        | Hanging Man                    | obra - directora     |
| 2002        | A Doll's House                 | obra - directora     |
| 2000        | The Great Man                  | obra - directora     |
| 2000        | The Recruit                    | obra - directora     |
| 1999        | Corporate Vibes                | obra - directora     |
| 1998        | Honour                         | obra - directora     |
| 1997        | After the Ball                 | obra - directora     |
| 1995 - 1996 | Summer of the Seventeenth Doll | obra - directora     |
| 1996        | Kids Stakes                    | obra - directora     |
| 1995        | Scenes from a Separation       | obra - directora     |
| 1992        | The Girl Who Saw Everything    | obra - directora     |
| 1991        | The Removalists                | obra - directora     |
| 1990        | On Top of the World            | obra - directora     |
| 1990        | A Month in the Country         | obra - directora     |
| 1987        | Siestas in a Pink Hotel        | obra - directora     |
| 1986        | The More Things Change...      | película - directora |
| 1985        | Perfect Mismatch               | obra - directora     |
| 1982, 1983  | The Butterflies of Kalimantan  | obra - directora     |
| 1981        | Is This Where We Came In?      | obra - directora     |

### Teatro[4]
| Año        | Título                          | Personaje     | Director (a)       | Teatro                  | Notas                                                                     |
| ---------- | ------------------------------- | ------------- | ------------------ | ----------------------- | ------------------------------------------------------------------------- |
| 2016       | All My Sons                     | Kate Keller   | Kip Williams       | Sydney Theatre          | junto a John Howard, Josh McConville, Eryn Norvill y John Leary           |
| 2013       | Other Desert Cities             | Polly Wyeth   | Sam Strong         | Southbank Theatre       | junto a Sacha Horler, Ian Meadows, John Gaden & Sue Jones                 |
| 2012       | Queen Lear                      | Reina Lear    | Rachel McDonald    | Melbourne Theatre       | junto a Nicholas Hammond, Genevieve Picot & Alexandra Schepisi            |
| 2011, 2012 | Summer of the Seventeenth Doll  | Emma          | Neil Armfield      | Belvoir St. Theatre     | junto a Steve Le Marquand, Travis McMahon & Helen Thomson                 |
| 2011       | Neighbourhood Watch             | Ana           | Simon Stone        | Belvoir St. Theatre     | junto a Megan Holloway, Kris McQuade e Ian Meadows                        |
| 2011       | Apologia                        | Kristin       | Jennifer Flowers   | -                       | junto a Ian Bliss, Patrick Brammall, Ronald Falk & Laura Gordon           |
| 2010       | Long Day's Journey Into Night   | Mary          | Andrew Upton       | Sydney Theatre          | junto a William Hurt, Luke Mullins, Emily Russell & Todd Van Voris        |
| 2010       | One Night                       | -             | -                  | -                       | junto a Daniel MacPherson, Paula Duncan & Felix Williamson                |
| 2010       | The Drowsy Chaperone            | -             | Simon Phillips     | -                       | junto a Shane Jacobson, Richard Piper, Grant Piro & Geoffrey Rush         |
| 2009       | The Year of Magical Thinking    | -             | Cate Blanchett     | Cremorne Theatre        | -                                                                         |
| 2009       | August: Osage County            | Violet Weston | Simon Phillips     | Cremorne Theatre        | junto a Jane Menelaus, Robert Menzies & Roger Oakley                      |
| 2008       | The Women of Troy               | Hecuba        | Barrie Kosky       | Merlyn Theatre          | junto a Patricia Cotter, Arthur Dignam, Melita Jurisic & Jenny Vuletic    |
| 2008       | The Year of Magical Thinking    | -             | Cate Blanchett     | -                       | -                                                                         |
| 2007       | Love Lies Bleeding              | Toinette      | Lee Lewis          | Glen St. Theatre        | junto a Paula Arundell, Benjamin Winspear & Max Cullen                    |
| 2005       | The Cherry Orchard              | -             | Howard Davies      | -                       | junto a Peter Carroll, Pamela Rabe, Cameron Stewart & Anna Torv           |
| 2003       | The Breath of Life              | -             | Max Stafford-Clark | -                       | junto a Noni Hazlehurst                                                   |
| 2002       | The Glass Menagerie             | -             | Jennifer Flowers   | -                       | junto a John Adam, Marcus Graham & Eloise Oxer                            |
| 2001       | Old Masters                     | -             | Benedict Andrews   | Sydney Theatre          | junto a Max Cullen, Julie Forsyth, Leeanna Walsman & Jacki Weaver         |
| 2000       | A Cheery Soul                   | -             | Neil Armfield      | Drama Theatre           | junto a Chris Haywood, Kris McQuade & Geoff Morrell                       |
| 2000       | Life After George               | -             | Marion Potts       | -                       | junto a Nadine Garner, Sacha Horler, Melissa Jaffer & Geoff Morrell       |
| 1999       | Cyrano de Bergerac              | -             | Marion Potts       | -                       | junto a Justine Clarke, Ronald Falk, Mark Kilmurry & John Trutwin         |
| 1999       | Long Day's Journey into Night   | -             | Michael Edwards    | -                       | junto a Helen Cassidy, Benjamin Winspear & Sandy Winton                   |
| 1998       | The Marriage of Figaro          | -             | Neil Armfield      | -                       | junto a Bille Brown, Andrew Buchanan, Leah Purcell & Geoffrey Rush        |
| 1998       | Amy's View                      | -             | Simon Phillips     | Suncorp Theatre         | junto a Vivienne Walshe, Simon Bossell & Patricia Kennedy                 |
| 1997       | Master Class                    | -             | Rodney Fisher      | Suncorp Theatre         | junto a Tarita Botsman, Laurence Coy & Andrew Ross                        |
| 1997       | Julius Caesar                   | -             | Simon Phillips     | Suncorp Theatre         | junto a Edwin Hodgeman, John Stanton & Anthony Weigh                      |
| 1996       | The Tragedy of Julius Caesar    | -             | Simon Phillips     | Playhouse Theatre       | junto a Jim Daly, Judith McGrath & Marcus Graham                          |
| 1996       | A Cheery Soul                   | -             | Neil Armfield      | Playhouse Theatre       | junto a Julie Forsyth, Monica Maughan & Judith McGrath                    |
| 1995       | Lady Windermere's Fan           | -             | Roger Hodgman      | -                       | junto a Zoe Burton, Robert Menzies, Max Gillies & Frances O'Connor        |
| 1992       | Frogs                           | -             | Geoffrey Rush      | Belvoir St. Theatre     | junto a Paul Blackwell, Toni Collette, Deborah Conway & William Zappa     |
| 1991, 1992 | Money and Friends               | -             | Aubrey Mellor      | Canberra Theatre        | junto a Don Barker, Brandon Burke, Peter Carroll & Barbara Stephens       |
| 1991       | Diving for Pearls               | Barb          | Katherine Thomson  | Belvoir St. Theatre     | junto a Marshall Napier & Jeanette Cronin                                 |
| 1990       | The House of Blue Leaves        | -             | Roger Hodgman      | Playhouse Theatre       | junto a Roger Oakley, Bruce Myles & Merridy Eastman                       |
| 1989       | The Ham Funeral                 | -             | Philip Cusack      | Wharf Theatre           | junto a Maggie Kirkpatrick, Max Cullen, Pamela Rabe & Kerry Walker        |
| 1989       | Hedda Gabler                    | -             | Rodney Fisher      | -                       | junto a Melita Jurisic, Geoff Morrell & Barbara West                      |
| 1989       | The Cherry Orchard              | -             | Roger Hodgman      | Playhouse Theatre       | junto a Dennis Coard, Helen Morse, Nadine Garner & Pamela Rabe            |
| 1988       | Big and Little                  | -             | Harald Clemen      | Drama Theatre           | junto a Jeanette Cronin, Geoff Morrell, Gillian Jones & Drew Forsythe     |
| 1987, 1988 | Emerald City                    | Kate          | Richard Wherrett   | Lyric Theatre           | junto a Ruth Cracknell, Max Cullen, Garry McDonald & Andrea Moor          |
| 1987       | Women in Mind                   | -             | Richard Wherrett   | Drama Theatre           | junto a Nicholas Hammond, Andrea Moor & David Whitney                     |
| 1987       | Tom and Viv                     | -             | Aubrey Mellor      | Wharf Theatre           | junto a Ruth Cracknell, Geoff Morrell & Barry Otto                        |
| 1982, 1983 | Who's Afraid of Virginia Woolf? | -             | Roger Hodgman      | Russell St. Theatre     | junto a James Laurie, Bruce Myles & Geneviève Picot                       |
| 1983       | Present Laughter                | -             | Richard Wherrett   | Theatre Royal           | junto a John Hargreaves, Wendy Hughes & Geraldine Turner                  |
| 1980       | Songs from Sideshow Alley       | -             | Pam Brighton       | Arts Theatre            | junto a Robin Archer                                                      |
| 1978       | A Visit With The Family         | -             | Richard Wherrett   | -                       | junto a Lou Brown, Gillian Jones, Helen Morse & Brian Young               |
| 1978       | Pandora's Cross                 | -             | Jim Sharman        | Paris Theatre           | junto a Jennifer Claire, Arthur Dignam, John Paramor & Geraldine Turner   |
| 1978       | Black Comedy                    | -             | Ted Craig          | Drama Theatre           | junto a Barry Otto, Russell Kiefel, Judi Farr & Alan Tobin                |
| 1978       | Miss Julie                      | -             | Ted Craig          | Drama Theatre           | junto a Judi Farr & Trevor Kent                                           |
| 1977       | Caesar and Cleopatra            | -             | William Redmond    | Drama Theatre           | junto a James Condon, Jacqueline Kott & Richard Meikle                    |
| 1976       | The Season at Sarsaparilla      | -             | Jim Sharman        | Drama Theatre           | junto a Paul Bertram, Max Cullen, John Jarratt & Kate Fitzpatrick         |
| 1976       | Otherwise Engaged               | -             | William Redmond    | Parade Theatre          | junto a Pat Bishop, Ralph Cotterill, Neil Fitzpatrick & Rod Mullinar      |
| 1976       | Mourning Becomes Electra        | -             | Edward P. Call     | Drama Theatre           | junto a Jennifer Claire, Ivar Kants, Ron Haddrick & Patrick Ward          |
| 1976       | A Streetcar Named Desire        | -             | -                  | Drama Theatre           | junto a Sandra Bates, John Clayton & Jacki Weaver                         |
| 1975       | Singles                         | -             | John Bell          | -                       | junto a John Gaden                                                        |
| 1975       | Ginge's Last Stand              | -             | Kenneth Horler     | Nimrod Upstairs Theatre | junto a Peter Carroll, Bill Charlton, Kate Fitzpatrick & Chris Haywood    |
| 1975       | You Want It Don't You Billy?    | -             | John Bell          | -                       | junto a John Gaden, Christy Hak & Maurice Tarragano                       |
| 1975       | Berenice                        | -             | Rex Cramphorn      | -                       | junto a Margaret Cameron, Mervyn Drake, Kris McQuade & Ron Rodger         |
| 1974       | How Does Your Garden Grow?      | -             | John Bell          | -                       | junto a Don Crosby, Martin Harris, Tony Llewellyn-Jones & Alan Tobin      |
| 1974       | Muriel                          | -             | Rex Cramphorn      | Jane St. Theatre        | junto a Mervyn Drake, Vivienne Garrett, Kris McQuade & Bjarne Ohlin       |
| 1974       | My Shadow and Me                | -             | Adam Salzer        | Jane St. Theatre        | junto a Ralph Cotterill, Vivienne Garrett, Melissa Jaffer & Greg Saunders |
| 1974       | Kookaburra                      | -             | Richard Wherrett   | -                       | junto a Peter Carroll, Chris Haywood & Tony Llewellyn-Jones               |
| 1973       | Jugglers Three                  | -             | Terence Clarke     | Playhouse Theatre       | junto a Peter Fisher, Helen Neeme & Roderick Williams                     |
| 1973       | The House of Blue Leaves        | -             | Aarne Neeme        | Playhouse Theatre       | junto a Elizabeth Caiacob, Terence Clarke & Peter Fisher                  |
| 1973       | The Devil's Disciple            | -             | Aarne Neeme        | Playhouse Theatre       | junto a Ray Bluett, Tim Fitzpatrick & Peter Rowley                        |
| 1973       | Old Times                       | -             | Aarne Neeme        | Playhouse Theatre       | junto a Helen Neeme & Peter Rowley                                        |
| 1974       | Flash Jim Vaux                  | -             | Aarne Neeme        | Playhouse Theatre       | junto a Brian Blain, Terence Clarke & Margarie Fletcher                   |
| 1973       | The American Dream              | -             | Aarne Neeme        | AMP Theatrette          | junto a Michael Kent, Barry Lovett & Doreen Warburton                     |
| 1973       | The Private Ear                 | -             | Richard Brooks     | AMP Theatrette          | junto a John Fitzgerald & John Keightley                                  |
| 1972       | Julius Caesar                   | -             | Richard Wherrett   | -                       | junto a Arthur Dignam, Neil Fitzpatrick, Drew Forsythe & Kevin Jackson    |
| 1972       | Tartuffe                        | -             | -                  | Parade Theatre          | junto a Christine Amor, Tim Eliott & Drew Forsythe                        |
| 1972       | The Good Woman of Setzuan       | -             | John Bell          | Parade Theatre          | junto a Christine Amor, Arthur Dignam & John Walton                       |
| 1970, 1971 | The Legend of King O'Malley     | -             | John Bell          | Theatre Royal           | junto a Kate Fitzpatrick, Sandy Gore, Garry McDonald & Willy Young        |
| 1971       | Macbeth                         | -             | John Bell          | Nimrod St. Theatre      | junto a Margaret Cameron, Arthur Dignam & Gillian Jones                   |
| 1962       | Saint Joan                      | -             | Norman Philbrick   | Tivoli Theatre          | junto a Zoe Caldwell, Ron Haddrick, Roger McDougall & Hugh Stewart        |
| 1961       | The Merchant of Venice          | -             | -                  | Palace Theatre          | junto a Roger MacDougall, Bruce Miles & Frank Taylor                      |
| 1961       | A Taste of Honey                | -             | Robin Lovejoy      | Palace Theatre          | junto a William Cole, Stuart Finch & Walter Sullivan                      |
| 1960       | The Green Pastures              | -             | -                  | -                       | junto a Elspeth Ballantyne, Elaine Cusick & Kenneth Taylor                |
| 1960       | Love's Labour's Lost            | -             | John Tasker        | -                       | junto a Peter Couchman, Elaine Cusick, John Gregg & Warwick Russell       |
| -          | Snow White                      | -             | -                  | -                       | -                                                                         |

## Premios y nominaciones
| Año  | Categoría                                              | Premio         | Obra/Película/Serie            | Resultado |
| ---- | ------------------------------------------------------ | -------------- | ------------------------------ | --------- |
| 2014 | Best Performance in a Television Comedy                | AACTA Award    | Upper Middle Bogan             | Nominada  |
| 2014 | Best Guest or Supporting Actress in a Television Drama | AACTA Award    | Top of the Lake                | Nominada  |
| 2012 | Best Female Actor in a Supporting Role in a Play       | Helpmann Award | Summer of the Seventeenth Doll | Ganó      |
| 2009 | Best Female Actor in a Play                            | Helpmann Award | Women of Troy                  | Ganó      |
| 1983 | Best Actress in a Supporting Role                      | AFI Award      | Careful, He Might Hear You     | Nominada  |
| 1981 | Best Lead Actress in a Single Drama or Mini Series     | Logie Award    | Water Under the Bridge         | Ganó      |
| 1977 | Best Actress in a Lead Role                            | AFI Award      | The Fourth Wish                | Nominada  |
| 1967 | Most Popular Female (empatada con Caroline Schmit)     | Logie Award    | Tasmania                       | Ganó      |
| 1965 | Most Popular Female                                    | Logie Award    | Tasmania                       | Ganó      |